# Fjädersvingel
Fjädersvingel (Vulpia fasciculata) är en gräsart som först beskrevs av Peter Forsskål, och fick sitt nu gällande namn av Gonçalo Antonio da Silva Ferreira Sampaio. Enligt Catalogue of Life ingår Fjädersvingel i släktet ekorrsvinglar och familjen gräs, men enligt Dyntaxa är tillhörigheten istället släktet ekorrsvinglar och familjen gräs. Arten förekommer tillfälligt i Sverige, men reproducerar sig inte. Inga underarter finns listade i Catalogue of Life.